# Echium plantagineum
La viperina piantaginea (Echium plantagineum L., 1771) è una pianta erbacea annuale della famiglia delle Boraginacee, nativa dell'Europa meridionale e occidentale, del Nordafrica e dell'Asia sudoccidentale. Negli anni 1880, fu introdotta accidentalmente in Australia dove è diventata una pianta infestante, molto difficile da controllare.

## Descrizione
Echium plantagineum è una pianta annuale a fioritura invernale che raggiunge i 20–60 cm di altezza.

## Proprietà
Per l'elevata concentrazione di alcaloidi pirrolizidinici presenti nei germogli, è velenosa per gli animali da pascolo, in particolare per quelli dotati di un tratto digestivo semplice come i cavalli. Le tossine si accumulano nel fegato ed un eccessivo consumo può condurre gli animali alla morte.